# Otto Schober
Otto Schober (* 30. Mai 1935 in Bamberg; † 16. Januar 2010) war ein deutscher Sprachwissenschaftler, Pädagoge und Didaktiker.

## Leben
Otto Schober studierte nach seinem Abitur in Bamberg die Fächer Germanistik, Anglistik und Psychologie an der Ludwig-Maximilians-Universität München und der Julius-Maximilians-Universität Würzburg, wo er auch beide Staatsprüfungen für das höhere Lehramt absolvierte. Er war als Gymnasiallehrer tätig und absolvierte ein berufsbegleitendes Studium der Pädagogik und Philosophie an der Universität Erlangen. 1972 wurde er dort mit der Arbeit „Grundprobleme gegenwärtiger Literaturdidaktik“ zum Dr. phil. promoviert. Nach Lehraufträgen an den Universitäten Würzburg und Eichstätt erhielt er 1979 er einen Ruf auf den Lehrstuhl für die Didaktik der Deutschen Sprache und Literatur an der Friedrich-Alexander-Universität Erlangen-Nürnberg mit Schwerpunkt für die Lehrämter an Grund-, Haupt- und Realschulen sowie an Gymnasien. Er war Mitglied des interdisziplinären Instituts für anthropologisch-historische Bildungsforschung an der Universität Erlangen-Nürnberg. 2000 wurde er emeritiert.
Von 2001 bis zu seinem Tode lehrte er als Emeritus das Fach „Didaktik der Muttersprache“ an der Bildungswissenschaftlichen Fakultät Brixen der Freien Universität Bozen. Er engagierte sich unter anderem für die Internationale Gesellschaft für historische und systematische Schulbuchforschung e.V.
Schober hat zahlreiche Werke in seinem Fachgebiet der Sprache veröffentlicht, aber darüber hinaus auch zu Themen wie der Körpersprache. Er war Mitverfasser und Mitherausgeber von Schulbüchern und hat sich bereits 1977 mit der grundlegenden praxisbezogenen Arbeit "Studienbuch Literaturdidaktik" als Schulbuchforscher hervorgetan.
Er war seit 1957 Mitglied der katholischen Studentenverbindung KDStV Cheruscia Würzburg im CV. Otto Schober war verheiratet und hatte zwei Kinder.

## Schriften (Auswahl)
- Körpersprache – Schlüssel zum Verhalten, Neuromedizin Verlag 2010, ISBN 978-3-930926-23-7
- Funktionen der Sprache, Reclam Stuttgart 1977, ISBN 3150095166
- Deutschunterricht für die Grundschule, Klinkhardt 1998, ISBN 3781509400
- Deutschunterricht für die Sekundarstufe 1: Von lernbehindert bis hochbegabt, Klinkhardt 2002, ISBN 3781511952
- Körpersprache im Deutschunterricht: Praxisanregungen zur nonverbalen Kommunikation für alle Schulstufen, Schneider Verlag Hohengehren 2004, ISBN 3896768174
- Körpersprache und Pädagogik: Pädagogische und fachdidaktische Aspekte nonverbaler Kommunikation, Schneider Verlag Hohengehren 2004 (4. Auflage), ISBN 3896767763, zusammen mit Heinz S. Rosenbusch